# Ignacio Dionisio Efrén II Rahmani
Ignacio Dionisio Efrén II Rahmani (Mosul, 21 de noviembre de 1848 – El Cairo, 7 de mayo de 1929) fue un religioso de la Iglesia católica siria, Patriarca de Antioquía y de todo el Oriente desde 1898 hasta 1929.

## Biografía
Nacido Ephrem Rahmani, estudió con los dominicos en Mosul y más tarde en el Colegio de la Propaganda en Roma, siendo ordenado sacerdote el 12 de abril de 1873. En 1887 fue nombrado Arzobispo Titular de Edessa in Osrhoëne, el 20 de septiembre de 1890 obispo de Beirut, y el 1 de mayo de 1894 arzobispo de Alepo. Tras la muerte de Ignacio Behnam II Benni fue elegido patriarca, el 9 de octubre de 1898, y confirmado por el Papa León XIII el 28 de noviembre de 1898, cargo en el que continuó hasta su fallecimiento.
| Predecesor: Ignacio Behnam II Benni | Patriarca de la Iglesia Católica Siria 1898 - 1929 | Sucesor: Ignacio Gabriel I Tappouni |